# طوقچه سنگی
طوقچه سنگی (نام علمی: Hypocysta euphemia) نام یک گونه از تبار قهوه‌ای‌بالان ساتیرینی است. این گونه در مناطقی از استرالیا، از جمله جنوب کوئینزلند، نیو ساوت ولز و ویکتوریا یافت می‌شود.